# فوجیوارا نو فوساساکی
فوجیوارا نو فوساساکی (به ژاپنی: 藤原 房前 Fujiwara no Fusasaki)؛ ۶۸۱ – ۷۳۷) سیاستمدار اهل ژاپن بود. او دومین پسر فوجیوارا نو فوهیتو و بنیان‌گذار شاخه فوجیوارا هوکه بود.